# Place de France
Place de France byl projekt francouzského krále Jindřicha IV. na rozsáhlé náměstí v Paříži. Náměstí mělo vzniknout ve čtvrti Marais v dnešním 3. obvodu, nikdy však nebylo realizováno.

## Historie
Jindřich IV., který založil Place des Vosges, byl prvním velkým urbanistou Paříže. Za jeho vlády bylo otevřeno šedesát osm nových ulic. V roce 1610 plánoval založit monumentální Place de France. Náměstí bylo navrženo inženýry Jacquesem Aleaume a Claudem Chastillonem, pod vedením vévody ze Sully.
Náměstí mělo být půlkruhové a opírat se vodorovnou hranou o městské hradby Karla V. V hradbách měla vzniknout nová brána mezi Porte Saint-Antoine a Porte du Temple v prostoru dnešního Bulváru du Temple.
Na náměstí mělo směřovat osm ulic, které měly nést jména hlavních francouzských provincií: Pikardie, Dauphiné, Provence, Languedoc, Guyenne, Poitou, Bretaň a Burgundsko. Tyto ulice by se sbíhaly na náměstí, oddělené při jejich ústí sedmi identickými pavilony, s arkádami v přízemí a s lucernou a věžemi na střechách. Tyto ulice měly být propojeny dalšími ulicemi tvořícími dva oblouky a nesoucími názvy méně významných provincií:
- Brie, Bourbonnais, Lyonnais, Beauce, Limousin, Auvergne, Périgord (první oblouk)
- Saintonge, Marche, Angoulême, Touraine, Perche, Berry, Orléans, Beaujolais a Anjou (druhý oblouk).

Náhlá smrt Jindřicha IV. však přerušila realizaci tohoto nákladného projektu. Kolem roku 1626 po rozparcelování severní části Marais vznikla zcela nová čtvrť. Projekt Place de France je známý především díky kresbám architekta Clauda Chastillona (1559/1560–1616).
Z tohoto zrušeného projektu se dochovalo osm názvů ulic: Rue de Poitou, Rue de Saintonge, Rue de Bretagne, Rue de Picardie, Rue du Forez, Rue du Perche, Rue de Beauce a Rue de Normandie.